# 圣安得烈十字 (BDSM)

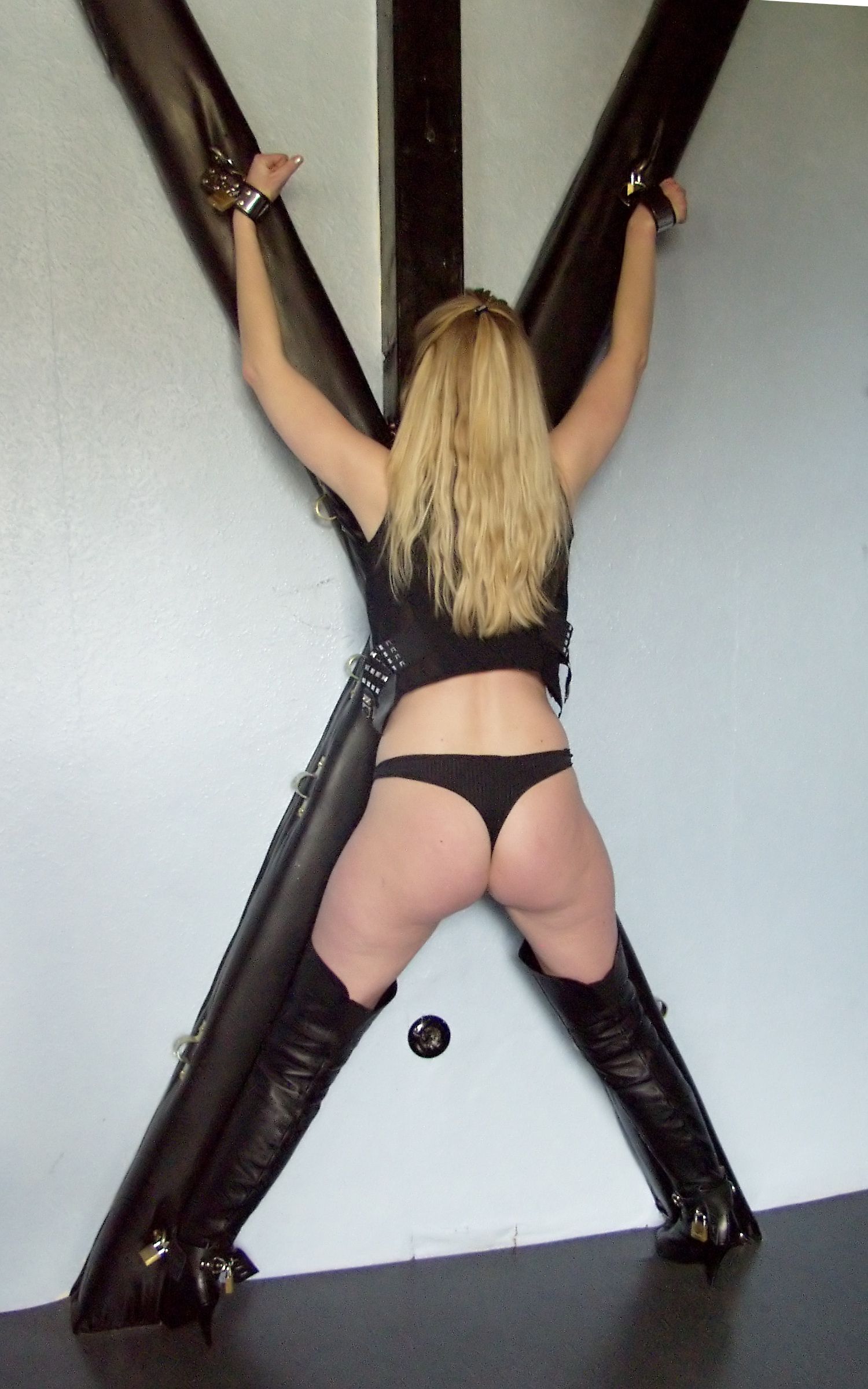
一个被以背侧向外的方式绑住的模特

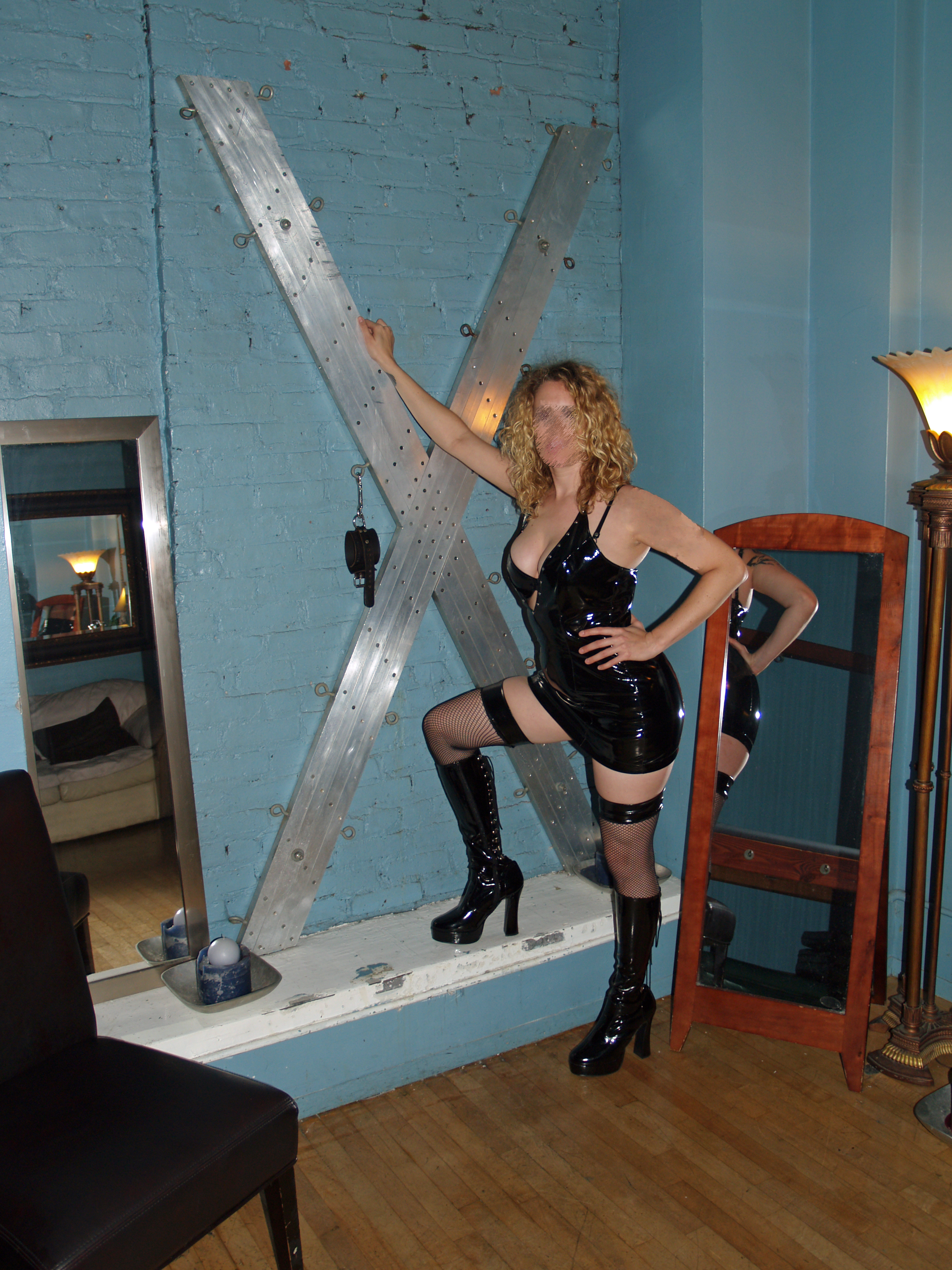
一个金属的圣安得烈十字

圣安得烈十字，X形十字是BDSM地牢中的一个常见器具。它通常具有脚踝、手腕和腰部的束缚点。当被绑在圣安得烈十字上时，受支配者被束缚在一个翔鹰体位。
圣安得烈十字和掴打椅是最常见的BDSM器具。圣安得烈十字有多种功能，而且很容易制造。它们常常紧紧地固定在墙上，有的被连接在一个中央铰链上，让绑在上面的受支配者能被旋转和倒置。
受支配者即可以面向也可以背向地被绑在十字上。被束缚成面向十字的体位通常是用来鞭打。被束缚成背向十字的体位则更多地是一种性绑缚体位，或者是用来调戏受支配者。
圣安得烈十字可能能够从BDSM公司那里买到，但许多使用者都用的是自制的。独立式圣安得烈十字有一个骨架来支撑整个十字。有些自制的独立式十字有不稳定的趋势；一个挣扎的受支配者有时能使其翻倒，所以在使用中须特别小心。一些独立式十字具有脚凳，大大提高了安全性和稳定性。
十字的名字来源于据说是殉教于X形十字架上的圣安得烈。